# Championnat du Suriname de football 1998-1999
Navigation
Saison précédente Saison suivante
La saison 1998-1999 du Championnat du Suriname de football est la soixante-quatrième édition de la Hoofdklasse, le championnat de première division au Suriname. Les dix formations de l'élite sont réunies au sein d'une poule unique où elles s'affrontent trois fois au cours de la saison. À l'issue du championnat, afin de permettre le passage de 10 à 14 équipes, le dernier du classement est relégué et remplacé par les cinq meilleurs clubs de deuxième division.
C'est le Sportvereniging Nationaal Leger qui remporte la compétition cette saison après avoir terminé en tête du classement final, avec onze points d'avance sur le SV Robinhood. Il s’agit du troisième titre de champion du Suriname de l'histoire du club, le premier depuis 1949.

## Les clubs participants
- SV Voorwaarts
- Jai Hind 92
- Sportvereniging Nationaal Leger
- SV DEGO - Promu de Eerste Klasse
- SV Leo Victor
- Inter Moengotapoe
- SV Road
- SV Transvaal
- SCSV Kamal Dewaker - Promu de Eerste Klasse
- SV Robinhood

## Compétition
Le barème de points servant à établir le classement se décompose ainsi :
- Victoire : 3 points
- Match nul : 1 point
- Défaite : 0 point

### Classement
| Rang | Équipe                          | Pts | J  | G  | N  | P  | Bp | Bc | Diff |
| ---- | ------------------------------- | --- | -- | -- | -- | -- | -- | -- | ---- |
| 1    | Sportvereniging Nationaal Leger | 64  | 27 | 20 | 4  | 3  | 63 | 15 | +48  |
| 2    | SV RobinhoodC                   | 53  | 27 | 17 | 2  | 8  | 59 | 35 | +24  |
| 3    | SV TransvaalT                   | 46  | 27 | 13 | 7  | 7  | 49 | 30 | +19  |
| 4    | SV Voorwaarts                   | 46  | 27 | 13 | 7  | 7  | 33 | 24 | +9   |
| 5    | SV DEGOP                        | 43  | 27 | 13 | 4  | 10 | 45 | 36 | +9   |
| 6    | SV Leo Victor                   | 30  | 27 | 8  | 6  | 13 | 34 | 38 | -4   |
| 7    | Inter Moengotapoe               | 29  | 27 | 8  | 5  | 14 | 34 | 44 | -10  |
| 8    | Jai Hind 92                     | 29  | 27 | 8  | 5  | 14 | 28 | 41 | -13  |
| 9    | SCSV Kamal DewakerP             | 28  | 27 | 6  | 10 | 11 | 32 | 50 | -18  |
| 10   | SV Road                         | 10  | 27 | 2  | 4  | 21 | 20 | 84 | -64  |

|  | Champion du Surinam 1998-1999                                                        |
|  | Relégation en Eerste Klasse                                                          |
|  | Retrait du championnat en fin de saison                                              |
|  | T : Tenant du titre C : Vainqueur de la Coupe du Suriname P : Promu de Eerste Klasse |

## Bilan de la saison
| Championnat du Suriname de football 1998-1999 |                                            |
| Champion                                      | Sportvereniging Nationaal Leger (3e titre) |
| Coupes et trophées                            |                                            |
| Vainqueur de la Coupe du Suriname 1998-1999   | SV Robinhood                               |
| Qualifications continentales                  |                                            |
| CFU Club Championship 1998                    | Aucun                                      |
| Promotions et relégations                     |                                            |
| Promus en Hoofdklasse                         | Royal'95                                   |
| Promus en Hoofdklasse                         | SV House Of Billiards                      |
| Promus en Hoofdklasse                         | SV Moengotapoe                             |
| Promus en Hoofdklasse                         | SV Ricanaumoffo                            |
| Promus en Hoofdklasse                         | SV Klaas Tiger                             |
| Promus en Hoofdklasse                         | SV De Rest                                 |
| Relégués en Eerste Klasse                     | SV Road                                    |
| Relégués en Eerste Klasse                     | Jai Hind 92                                |